# Pieni tietosanakirja
Pieni tietosanakirja, fi., "Lilla uppslagsverket", var en finskspråkig encyklopedi som utgavs i fyra band 1925-1928.